# 金斯利鱤脂鯉
金斯利鱤脂鯉為輻鰭魚綱脂鯉目脂鯉亞目鱤脂鯉的一個種，分布於非洲加彭Ogowe河流域，體長可達22公分，棲息在底中層水域，生活習性不明。